# Orleix
Orleix [ɔʁlɛks] est une commune française située dans le nord du département des Hautes-Pyrénées, en région Occitanie.
Sur le plan historique et culturel, la commune est dans l’ancien comté de Bigorre, comté historique des Pyrénées françaises et de Gascogne. Exposée à un climat océanique altéré, elle est drainée par le canal d'Alaric, l'Ousse et par deux autres cours d'eau. La commune possède un patrimoine naturel remarquable composé d'une zone naturelle d'intérêt écologique, faunistique et floristique.
Orleix est une commune urbaine qui compte 1 929 habitants en 2022, après avoir connu une forte hausse de la population depuis 1962. Elle est dans l'agglomération de Tarbes et fait partie de l'aire d'attraction de Tarbes. Ses habitants sont appelés les Orleixois ou  Orleixoises.

## Géographie

### Localisation
La commune d'Orleix se trouve dans le département des Hautes-Pyrénées, en région Occitanie.
Elle se situe à 7 km à vol d'oiseau de Tarbes, préfecture du département, et à 6 km de Bordères-sur-l'Échez, bureau centralisateur du canton de Bordères-sur-l'Échez dont dépend la commune depuis 2015 pour les élections départementales.
La commune fait en outre partie du bassin de vie de Tarbes.
Les communes les plus proches sont : 
Chis (1,6 km), Sabalos (1,7 km), Oléac-Debat (1,8 km), Bours (2,2 km), Dours (2,3 km), Lizos (2,7 km), Boulin (3,5 km), Collongues (3,5 km).
Sur le plan historique et culturel, Orleix fait partie de l’ancien comté de Bigorre, comté historique des Pyrénées françaises et de Gascogne créé au IXe siècle puis rattaché au domaine royal en 1302, inclus ensuite au comté de Foix en 1425 puis une nouvelle fois rattaché au royaume de France en 1607. La commune est dans le pays de Tarbes et de la Haute Bigorre.

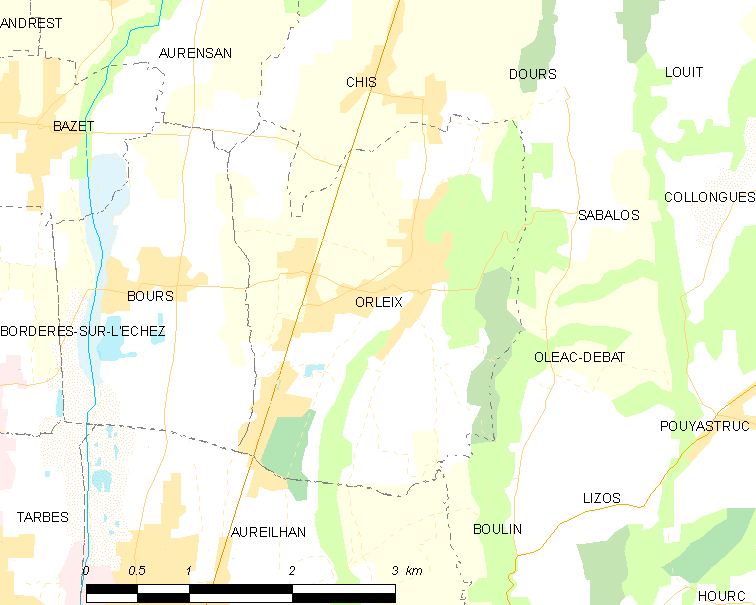
Carte de la commune d'Orleix et des proches communes.

| Aurensan | Chis      | Dours                |
| Bours    | Orleix    | Sabalos, Oléac-Debat |
|          | Aureilhan | Boulin               |

### Hydrographie
La commune est dans le bassin de l'Adour, au sein du bassin hydrographique Adour-Garonne. Elle est drainée par le canal d'Alaric, l'Ousse, un bras du Canal d'Alaric et le riou, constituant un réseau hydrographique de 9 km de longueur totale,.
Le canal d'Alaric, d'une longueur totale de 73,7 km, prend sa source dans la commune de Pouzac et s'écoule vers le nord. Il traverse la commune et se jette dans l'Adour à Izotges, après avoir traversé 38 communes.
L'Ousse, d'une longueur totale de 11,9 km, prend sa source dans la commune de Angos et s'écoule vers le nord-ouest. Il traverse la commune et se jette dans le Canal d'Alaric.

### Climat
Le climat est tempéré de type océanique, en raison de l'influence proche de l'océan Atlantique situé à peu près 150 km plus à l'ouest. La proximité des Pyrénées fait que la commune profite d'un effet de foehn, il peut aussi y neiger en hiver, même si cela reste inhabituel.
| Mois                              | jan.  | fév.  | mars  | avril | mai   | juin  | jui.  | août  | sep.  | oct.  | nov.  | déc.  | année   |
| --------------------------------- | ----- | ----- | ----- | ----- | ----- | ----- | ----- | ----- | ----- | ----- | ----- | ----- | ------- |
| Température minimale moyenne (°C) | 0,6   | 1,3   | 2,7   | 5,2   | 8,3   | 11,6  | 14,1  | 13,9  | 11,7  | 8     | 3,6   | 1,3   | 6,9     |
| Température moyenne (°C)          | 5,3   | 6,1   | 7,8   | 10    | 13,3  | 16,7  | 19,3  | 19    | 17,2  | 13,3  | 8,5   | 5,8   | 11,9    |
| Température maximale moyenne (°C) | 9,9   | 11    | 12,9  | 14,8  | 18,3  | 21,7  | 24,5  | 24    | 22,6  | 18,6  | 13,4  | 10,4  | 16,8    |
| Ensoleillement (h)                | 108,8 | 118,8 | 155,6 | 157,2 | 181,3 | 191,5 | 215,5 | 196,4 | 194,5 | 164,4 | 124,4 | 104,4 | 1 912,8 |
| Précipitations (mm)               | 112,8 | 97,5  | 100,2 | 105,7 | 113,6 | 80,7  | 57,3  | 70,3  | 71    | 85,2  | 93    | 112,1 | 1 099,4 |

### Milieux naturels et biodiversité

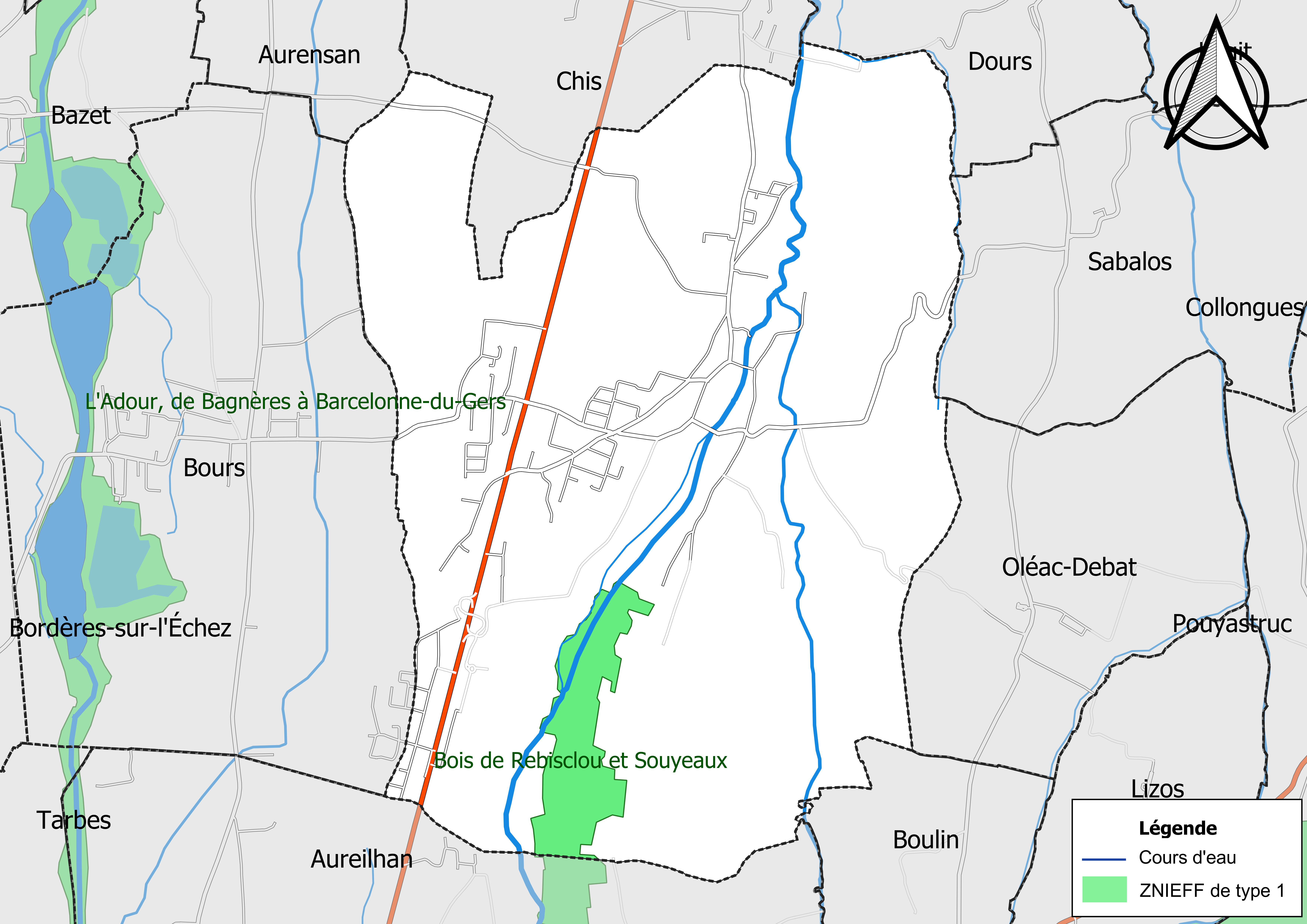
Carte de la ZNIEFF de type 1 localisée sur la commune.

L’inventaire des zones naturelles d'intérêt écologique, faunistique et floristique (ZNIEFF) a pour objectif de réaliser une couverture des zones les plus intéressantes sur le plan écologique, essentiellement dans la perspective d’améliorer la connaissance du patrimoine naturel national et de fournir aux différents décideurs un outil d’aide à la prise en compte de l’environnement dans l’aménagement du territoire.
Une ZNIEFF de type 1 est recensée sur la commune :
les « bois de Rebisclou et Souyeaux » (1 334 ha), couvrant 13 communes du département.

## Urbanisme

### Typologie
Au 1er janvier 2024, Orleix est catégorisée ceinture urbaine, selon la nouvelle grille communale de densité à sept niveaux définie par l'Insee en 2022.
Elle appartient à l'unité urbaine de Tarbes, une agglomération intra-départementale regroupant 15  communes, dont elle est une commune de la banlieue,,. Par ailleurs la commune fait partie de l'aire d'attraction de Tarbes, dont elle est une commune de la couronne,. Cette aire, qui regroupe 153 communes, est catégorisée dans les aires de 50 000 à moins de 200 000 habitants,.

### Occupation des sols
L'occupation des sols de la commune, telle qu'elle ressort de la base de données européenne d’occupation biophysique des sols Corine Land Cover (CLC), est marquée par l'importance des territoires agricoles (56,2 % en 2018), en diminution par rapport à 1990 (62,4 %). La répartition détaillée en 2018 est la suivante : 
forêts (25,7 %), zones agricoles hétérogènes (23,6 %), terres arables (21,1 %), zones urbanisées (18 %), prairies (11,6 %), mines, décharges et chantiers (0,1 %).
L'IGN met par ailleurs à disposition un outil en ligne permettant de comparer l’évolution dans le temps de l’occupation des sols de la commune (ou de territoires à des échelles différentes). Plusieurs époques sont accessibles sous forme de cartes ou photos aériennes : la carte de Cassini (XVIIIe siècle), la carte d'état-major (1820-1866) et la période actuelle (1950 à aujourd'hui).

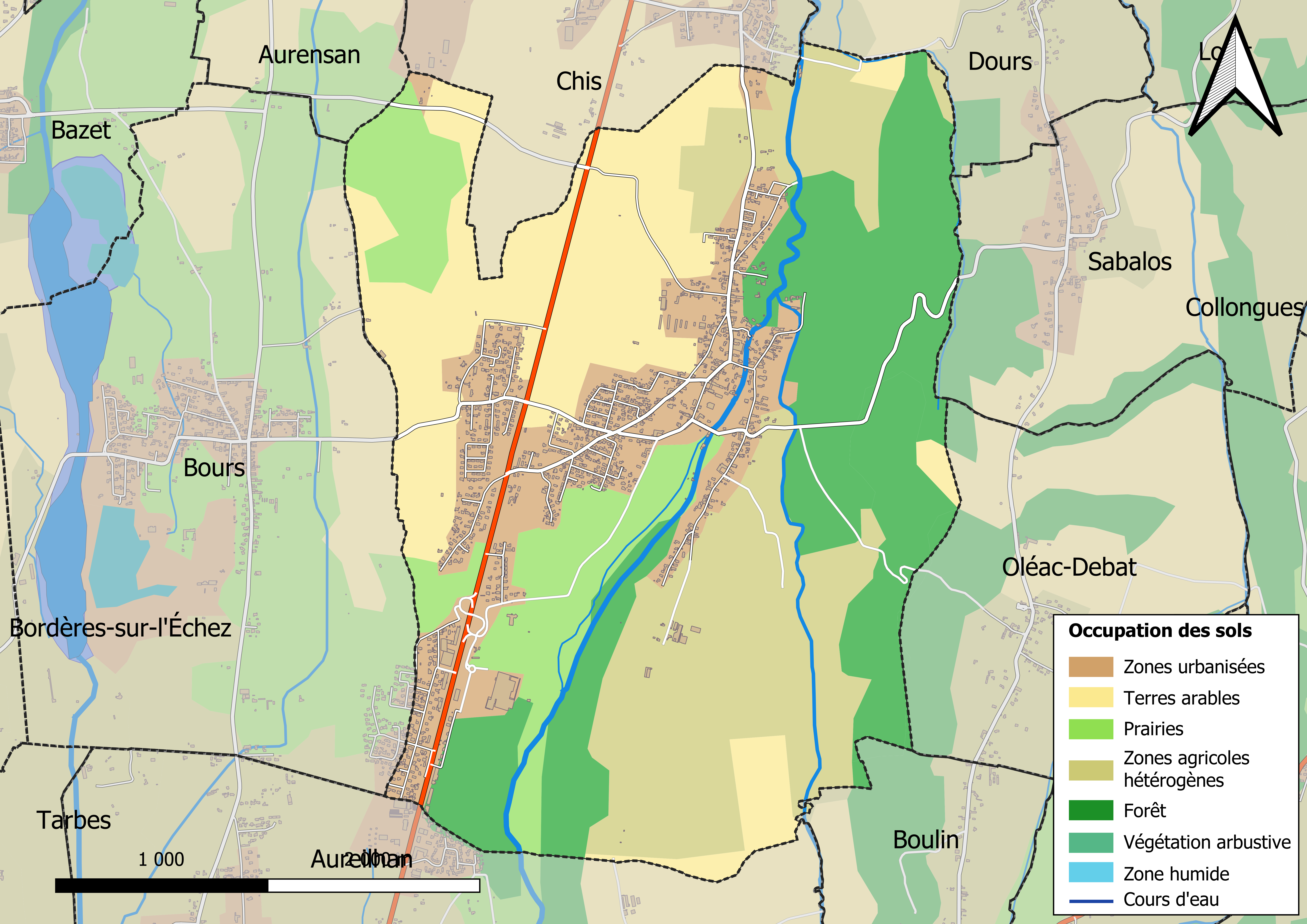
Carte des infrastructures et de l'occupation des sols en 2018 (CLC) de la commune.
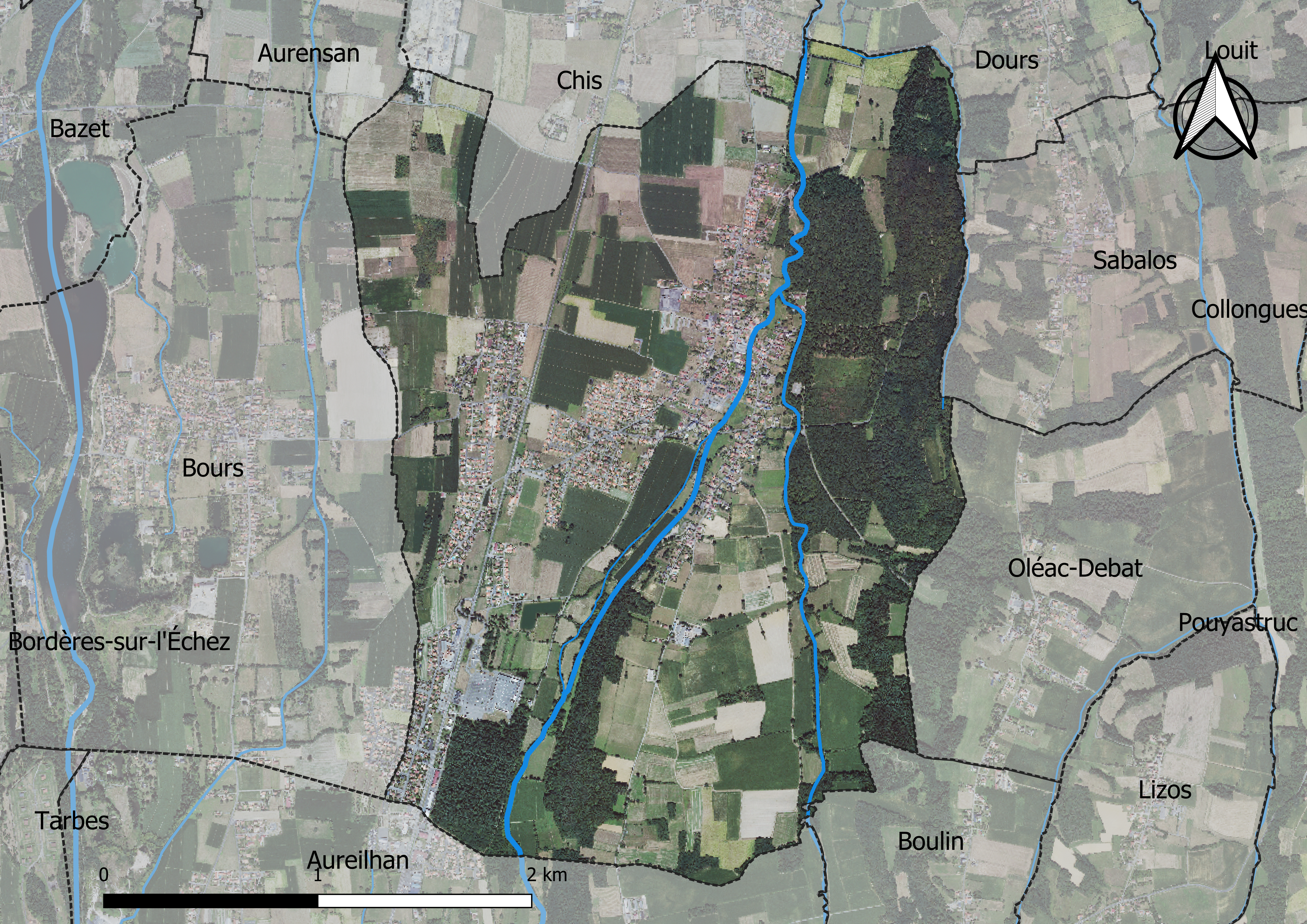
Carte orthophotogrammétrique de la commune.

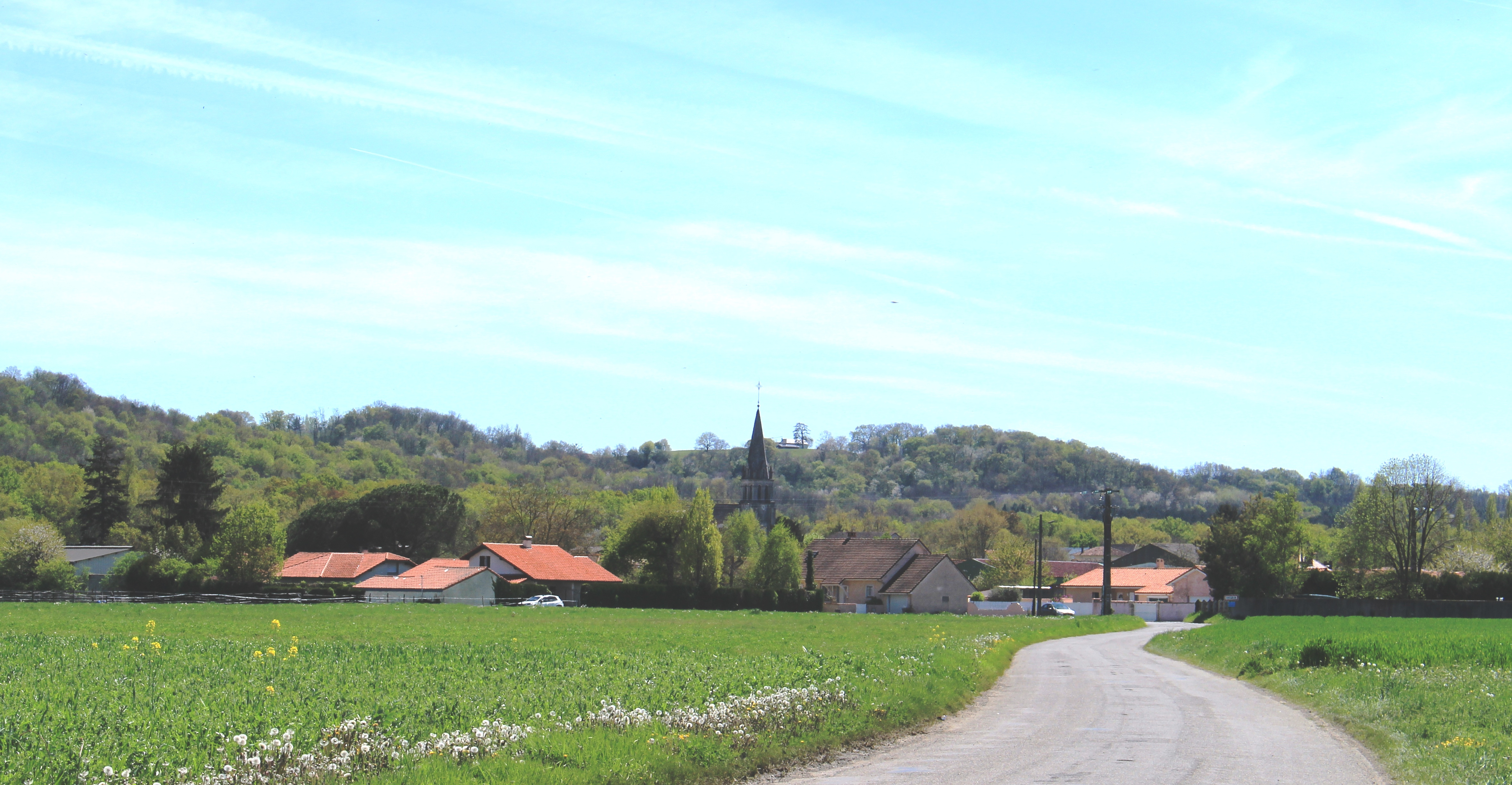
Vue en été.

### Logement
En 2012, le nombre total de logements dans la commune est de 777.

Parmi ces logements, 95,8 % sont des résidences principales, 0,3 % des résidences secondaires et 3,9 % des logements vacants.

### Voies de communication et transports
Cette commune est desservie par la route nationale N 21 et par les routes départementales D 2 et D 402.

### Risques majeurs
Le territoire de la commune d'Orleix est vulnérable à différents aléas naturels : météorologiques (tempête, orage, neige, grand froid, canicule ou sécheresse), inondations, mouvements de terrains et séisme (sismicité modérée). Un site publié par le BRGM permet d'évaluer simplement et rapidement les risques d'un bien localisé soit par son adresse soit par le numéro de sa parcelle.
Certaines parties du territoire communal sont susceptibles d’être affectées par le risque d’inondation par débordement de cours d'eau, notamment le canal d'Alaric et l'Ousse. La cartographie des zones inondables en ex-Midi-Pyrénées réalisée dans le cadre du XIe Contrat de plan État-région, visant à informer les citoyens et les décideurs sur le risque d’inondation, est accessible sur le site de la DREAL Occitanie. La commune a été reconnue en état de catastrophe naturelle au titre des dommages causés par les inondations et coulées de boue survenues en 1982, 1993, 1999, 2009 et 2018,.
Orleix est exposée au risque de feu de forêt. Un plan départemental de protection des forêts contre les incendies a été approuvé par arrêté préfectoral le 21 avril 2020 pour la période 2020-2029. Le précédent couvrait la période 2007-2017. L’emploi du feu est régi par deux types de réglementations. D’abord le code forestier et l’arrêté préfectoral du 27 octobre 2014, qui réglementent l’emploi du feu à moins de 200 m des espaces naturels combustibles sur l’ensemble du département. Ensuite celle établie dans le cadre de la lutte contre la pollution de l’air, qui interdit le brûlage des déchets verts des particuliers. L’écobuage est quant à lui réglementé dans le cadre de commissions locales d’écobuage (CLE)

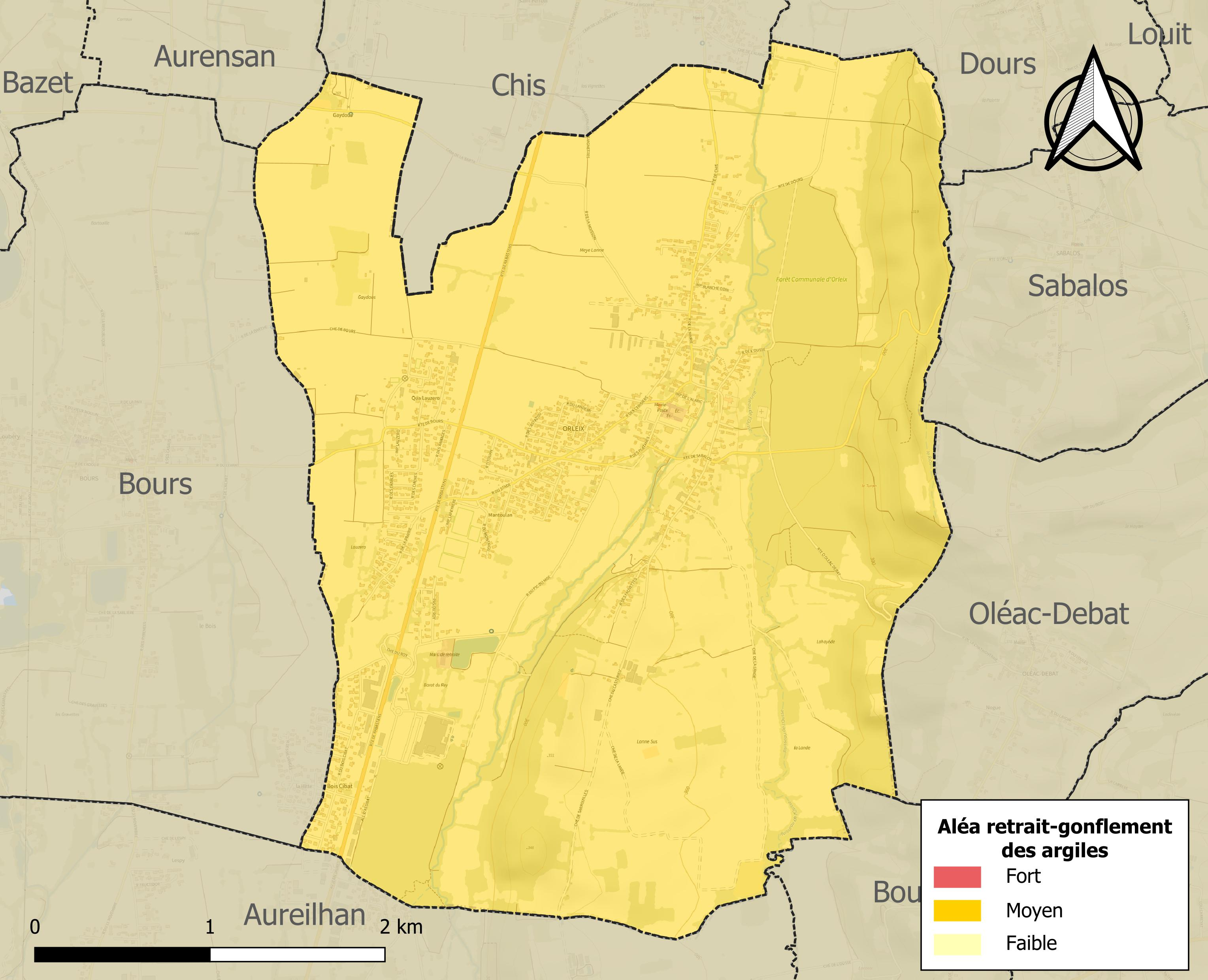
Carte des zones d'aléa retrait-gonflement des sols argileux d'Orleix.

Les mouvements de terrains susceptibles de se produire sur la commune sont des tassements différentiels.
Le retrait-gonflement des sols argileux est susceptible d'engendrer des dommages importants aux bâtiments en cas d’alternance de périodes de sécheresse et de pluie. La totalité de la commune est en aléa moyen ou fort (44,5 % au niveau départemental et 48,5 % au niveau national). Sur les 807 bâtiments dénombrés sur la commune en 2019, 807 sont en aléa moyen ou fort, soit 100 %, à comparer aux 75 % au niveau départemental et 54 % au niveau national. Une cartographie de l'exposition du territoire national au retrait gonflement des sols argileux est disponible sur le site du BRGM,.
Par ailleurs, afin de mieux appréhender le risque d’affaissement de terrain, l'inventaire national des cavités souterraines permet de localiser celles situées sur la commune.
Concernant les mouvements de terrains, la commune a été reconnue en état de catastrophe naturelle au titre des dommages causés par la sécheresse en 2003 et par des mouvements de terrain en 1999.

## Toponymie

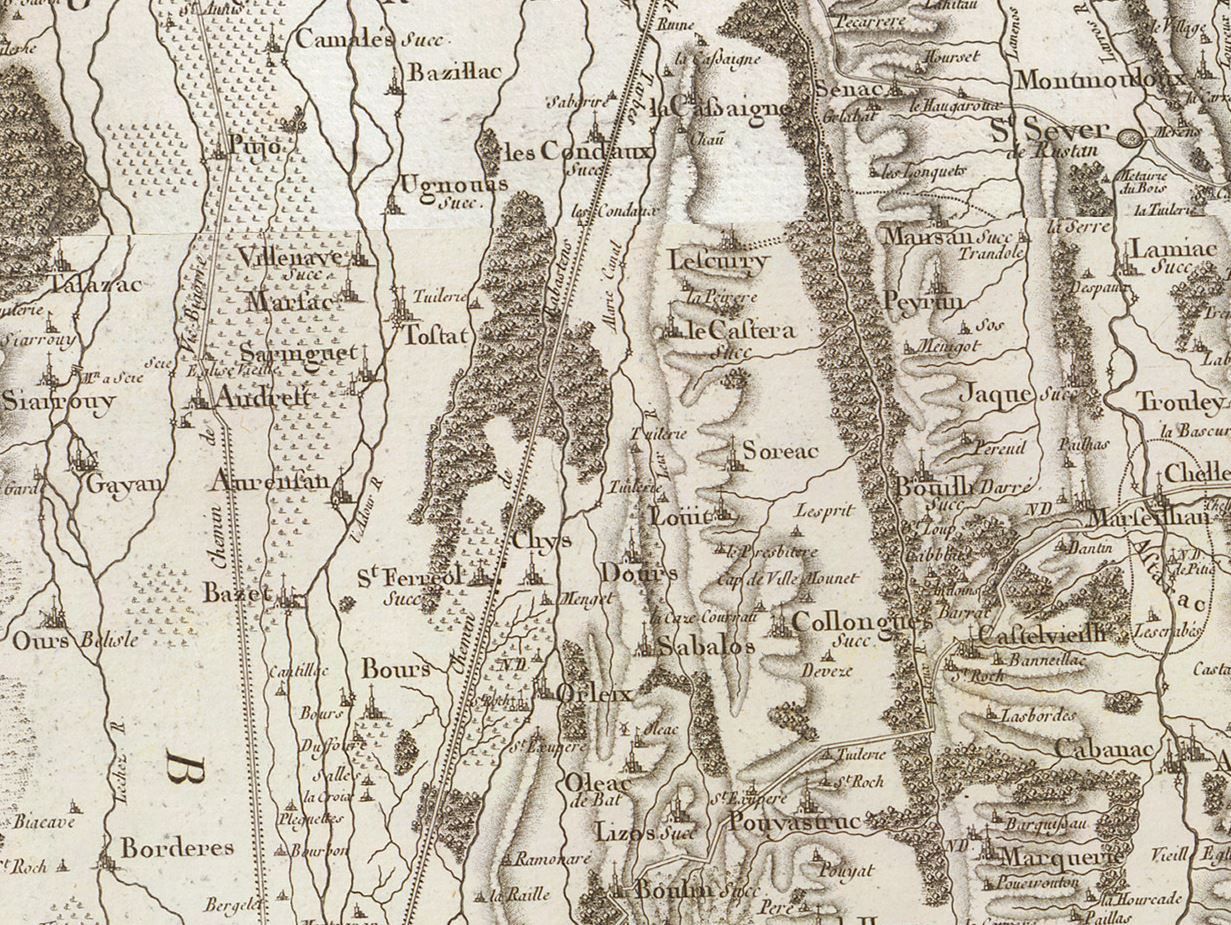
Extrait de la carte de Cassini (entre 1756 et 1789) situant Orleix au nord est de Tarbes

On trouvera les principales informations dans le Dictionnaire toponymique des communes des Hautes-Pyrénées de Michel Grosclaude et Jean-François Le Nail qui rapporte les dénominations historiques du village :
Dénominations historiques :
- Johannes de Orleis, (1196, ADHP, non coté) ;
- D’Orleix, De Orleix, D’Orliex, (XIIe siècle, cartulaire de Bigorre) ;
- Orleix, (XIIe siècle, ibid. ; v. 1200-1230, ibid.) ;
- Orles, (1205, cartulaire de Berdoues) ;
- Vitalis d’Orleis, latin et gascon (1257, ibid.) ;
- De Orlhesio, latin (1300, enquête Bigorre) ;
- De Orlhexio, latin (1313, Debita regi Navarre) ;
- Orlhes, (ibid.) ;
- de Orlexio, latin (1342, pouillé de Tarbes ; 1379, procuration Tarbes) ;
- Orleix, (1429, censier de Bigorre) ;
- Ourlei, (1760, Larcher, pouillé de Tarbes ; 1768, Duco) ;
- Orleix, (fin XVIIIe siècle, carte de Cassini).

Étymologie : probablement d'un nom de personnage, Aurelius, et suffixe aquitain -eix, de sens obscur.
Nom occitan : Orleish.

## Histoire

### Cadastre napoléonien d'Orleix
Le plan cadastral napoléonien d'Orleix est consultable sur le site des archives départementales des Hautes-Pyrénées.

## Économie

### Revenus
En 2018, la commune compte 790 ménages fiscaux, regroupant 1 979 personnes. La médiane du revenu disponible par unité de consommation est de 21 520 € (20 420 € dans le département).

### Emploi
|                | 2008  | 2013  | 2018  |
| -------------- | ----- | ----- | ----- |
| Commune        | 6,5 % | 8,5 % | 6,2 % |
| Département    | 7,7 % | 9,4 % | 9,8 % |
| France entière | 8,3 % | 10 %  | 10 %  |

En 2018, la population âgée de 15 à 64 ans s'élève à 1 202 personnes, parmi lesquelles on compte 76,7 % d'actifs (70,5 % ayant un emploi et 6,2 % de chômeurs) et 23,3 % d'inactifs,. Depuis 2008, le taux de chômage communal (au sens du recensement) des 15-64 ans est inférieur à celui de la France et du département.
La commune fait partie de la couronne de l'aire d'attraction de Tarbes, du fait qu'au moins 15 % des actifs travaillent dans le pôle,. Elle compte 406 emplois en 2018, contre 417 en 2013 et 459 en 2008. Le nombre d'actifs ayant un emploi résidant dans la commune est de 861, soit un indicateur de concentration d'emploi de 47,2 % et un taux d'activité parmi les 15 ans ou plus de 54,3 %.
Sur ces 861 actifs de 15 ans ou plus ayant un emploi, 96 travaillent dans la commune, soit 11 % des habitants. Pour se rendre au travail, 93 % des habitants utilisent un véhicule personnel ou de fonction à quatre roues, 1,9 % les transports en commun, 2,8 % s'y rendent en deux-roues, à vélo ou à pied et 2,3 % n'ont pas besoin de transport (travail au domicile).

## Politique et administration

### Liste des maires

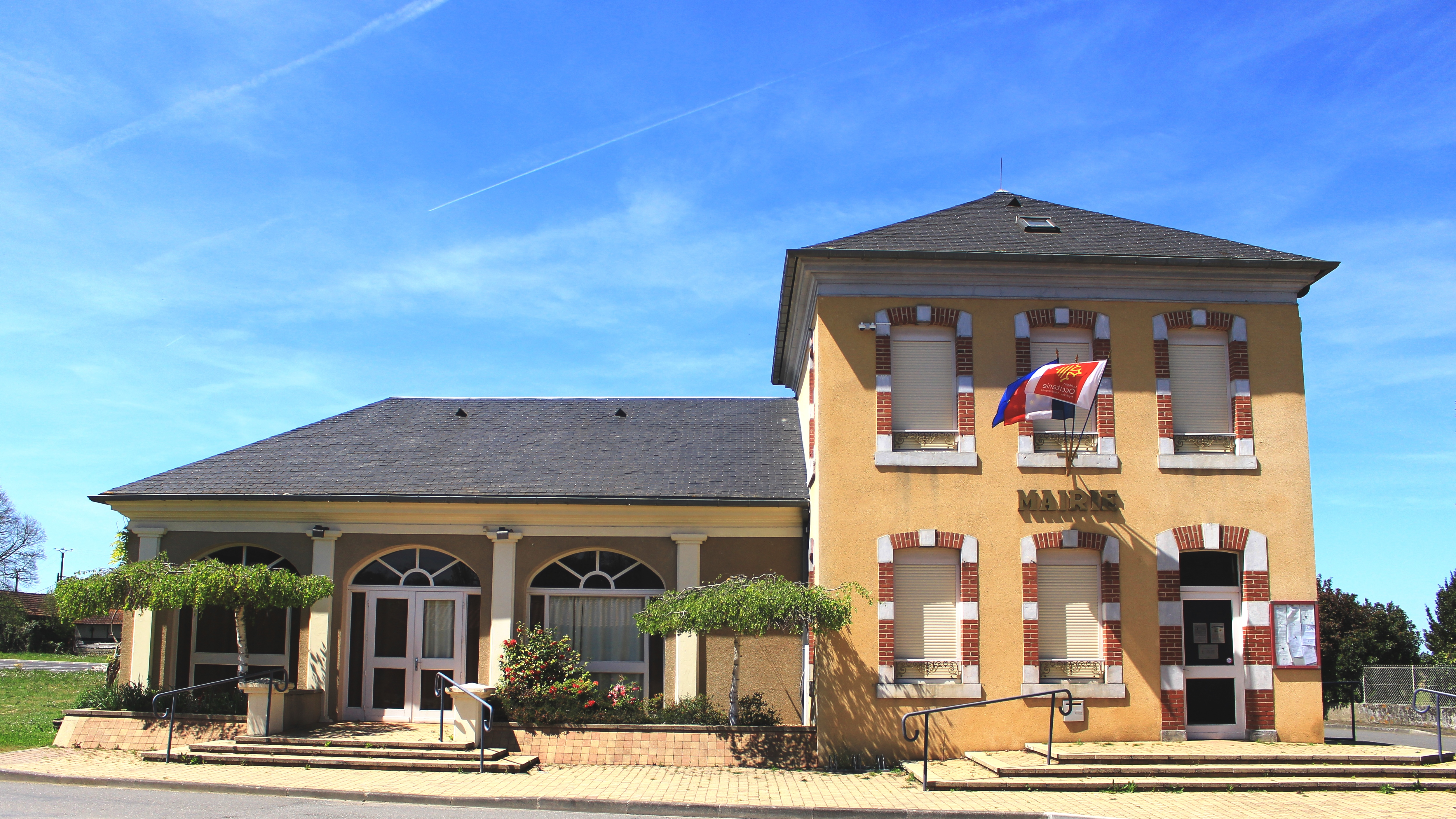
La mairie en 2018.

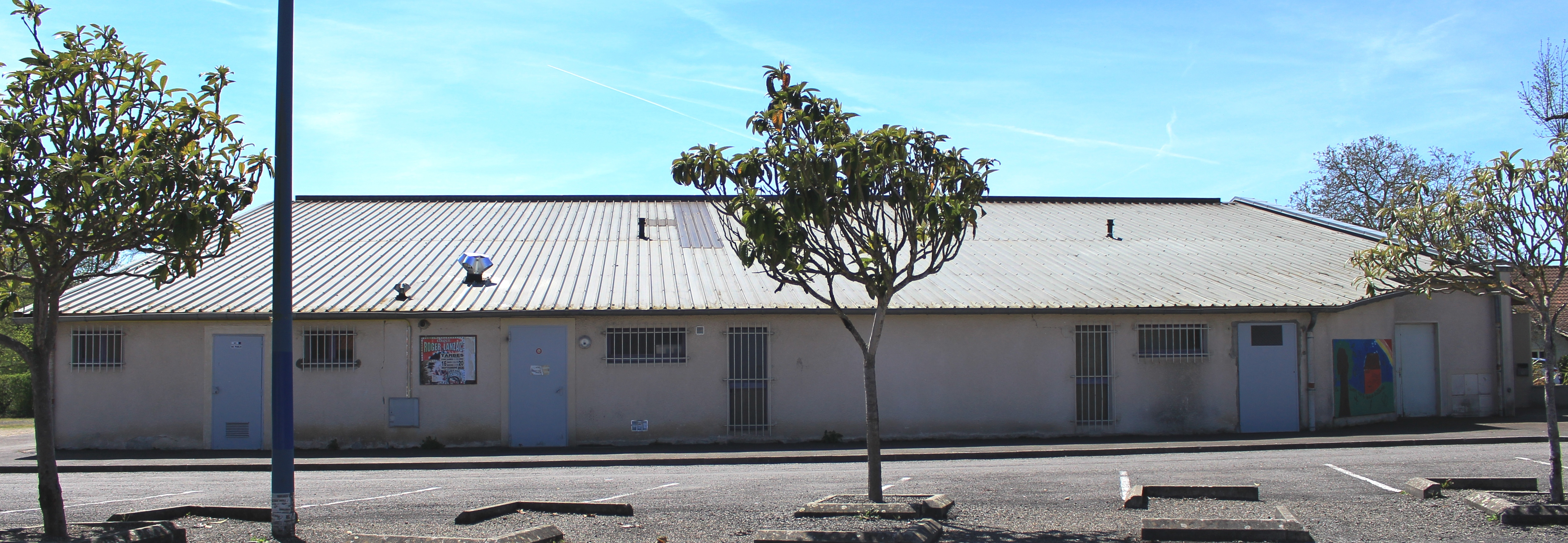
Le foyer rural en 2018.

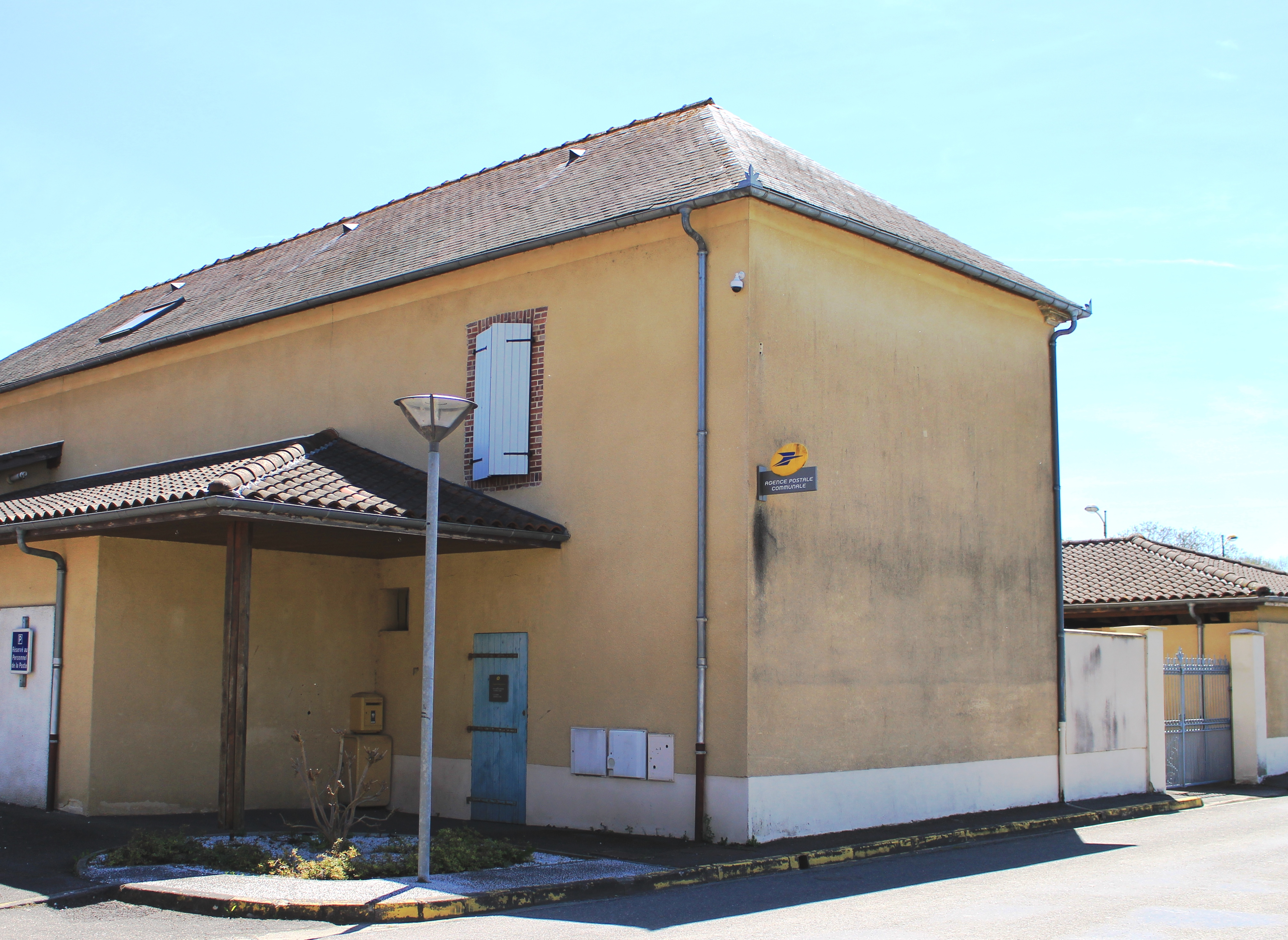
La Poste.

| Période                                  | Période   | Identité           | Étiquette | Qualité                                          |
| ---------------------------------------- | --------- | ------------------ | --------- | ------------------------------------------------ |
| Les données manquantes sont à compléter. |           |                    |           |                                                  |
|                                          |           |                    |           |                                                  |
| ?                                        | mars 1977 | Marcel Caussade    | DVD       |                                                  |
| mars 1977                                | mars 2001 | Jean-Marie Lalanne | DVD       |                                                  |
| mars 2001                                | mars 2020 | Charles Habas      | PS        | Retraité Président du Grand Tarbes (2014 → 2017) |
| mars 2020                                | En cours  | Guillaume Rossic   |           |                                                  |

### Rattachements administratifs et électoraux

#### Historique administratif
Pays et sénéchaussée de Bigorre, quarteron de Tarbes, canton de Tarbes (1790), Tarbes-Nord (1801), Aureilhan (1973).

#### Intercommunalité
Orleix appartient à la Communauté d'agglomération Tarbes-Lourdes-Pyrénées créée en janvier 2017 et qui réunit 86 communes.

### Services publics
La commune d'Orleix  dispose d'une agence postale.

## Population et société

### Démographie

#### Évolution démographique

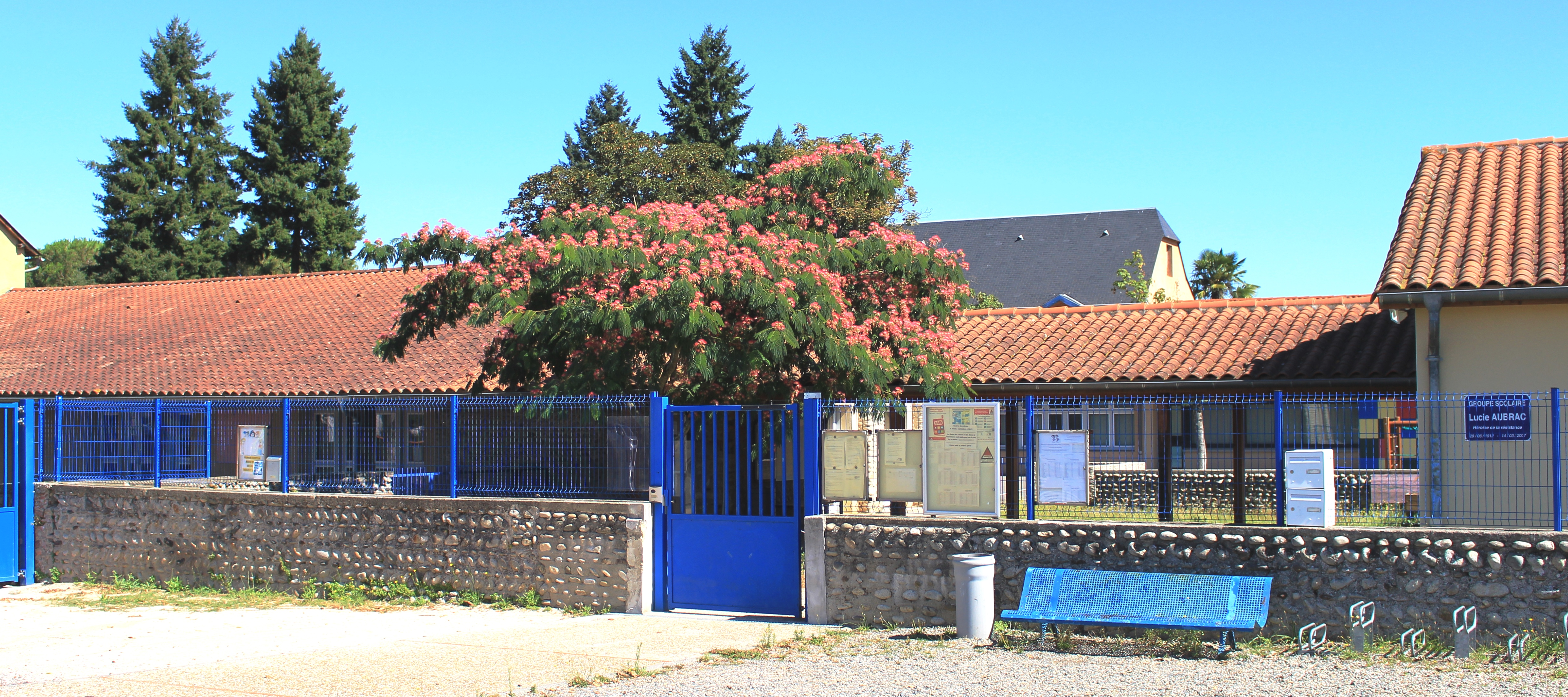
L’école Lucie-Aubrac en 2019.

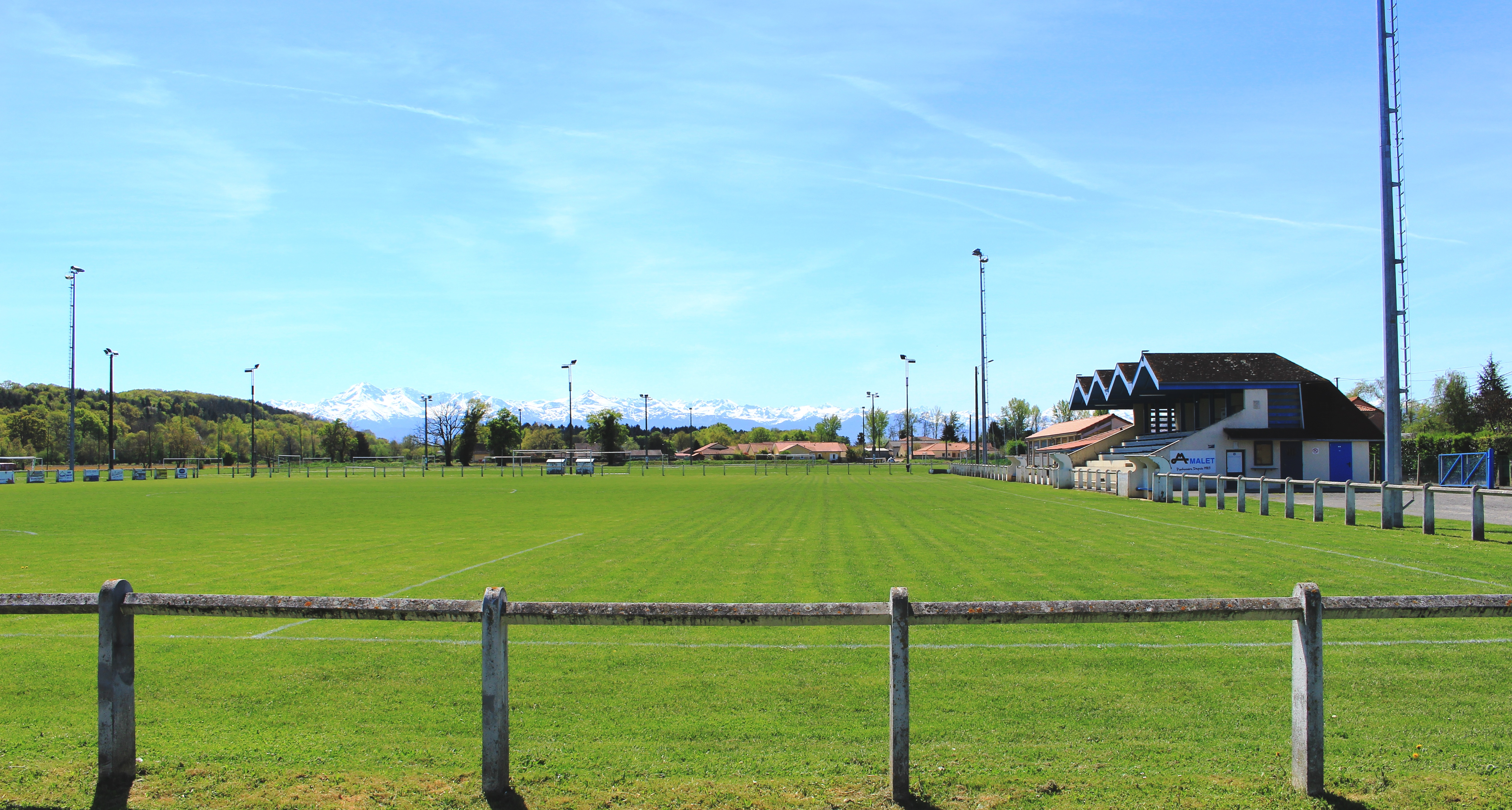
Le stade de football Fernand-Dussac en 2018.

L'évolution du nombre d'habitants est connue à travers les recensements de la population effectués dans la commune depuis 1793. Pour les communes de moins de 10 000 habitants, une enquête de recensement portant sur toute la population est réalisée tous les cinq ans, les populations de référence des années intermédiaires étant quant à elles estimées par interpolation ou extrapolation. Pour la commune, le premier recensement exhaustif entrant dans le cadre du nouveau dispositif a été réalisé en 2005.

En 2022, la commune comptait 1 929 habitants, en évolution de −9,14 % par rapport à 2016 (Hautes-Pyrénées : +1,59 %, France hors Mayotte : +2,11 %).
| 1793 | 1800 | 1806 | 1821 | 1831 | 1836 | 1841 | 1846 | 1851 |
| ---- | ---- | ---- | ---- | ---- | ---- | ---- | ---- | ---- |
| 803  | 574  | 579  | 597  | 730  | 716  | 720  | 705  | 678  |

| 1856 | 1861 | 1866 | 1876 | 1881 | 1886 | 1891 | 1896 | 1901 |
| ---- | ---- | ---- | ---- | ---- | ---- | ---- | ---- | ---- |
| 693  | 656  | 631  | 577  | 594  | 585  | 560  | 537  | 509  |

| 1906 | 1911 | 1921 | 1926 | 1931 | 1936 | 1946 | 1954 | 1962 |
| ---- | ---- | ---- | ---- | ---- | ---- | ---- | ---- | ---- |
| 504  | 451  | 421  | 415  | 444  | 450  | 460  | 483  | 495  |

| 1968 | 1975  | 1982  | 1990  | 1999  | 2005  | 2006  | 2010  | 2015  |
| ---- | ----- | ----- | ----- | ----- | ----- | ----- | ----- | ----- |
| 668  | 1 152 | 1 253 | 1 523 | 1 671 | 1 671 | 1 663 | 1 832 | 2 116 |

| 2020  | 2022  | - | - | - | - | - | - | - |
| ----- | ----- | - | - | - | - | - | - | - |
| 1 953 | 1 929 | - | - | - | - | - | - | - |

### Enseignement
La commune dépend de l'académie de Toulouse. Elle dispose d’écoles en 2017.
- École maternelle : Lucie-Aubrac.
- École élémentaire : Lucie-Aubrac.

## Culture locale et patrimoine

### Lieux et monuments
- Église Saint-Christophe d'Orleix.

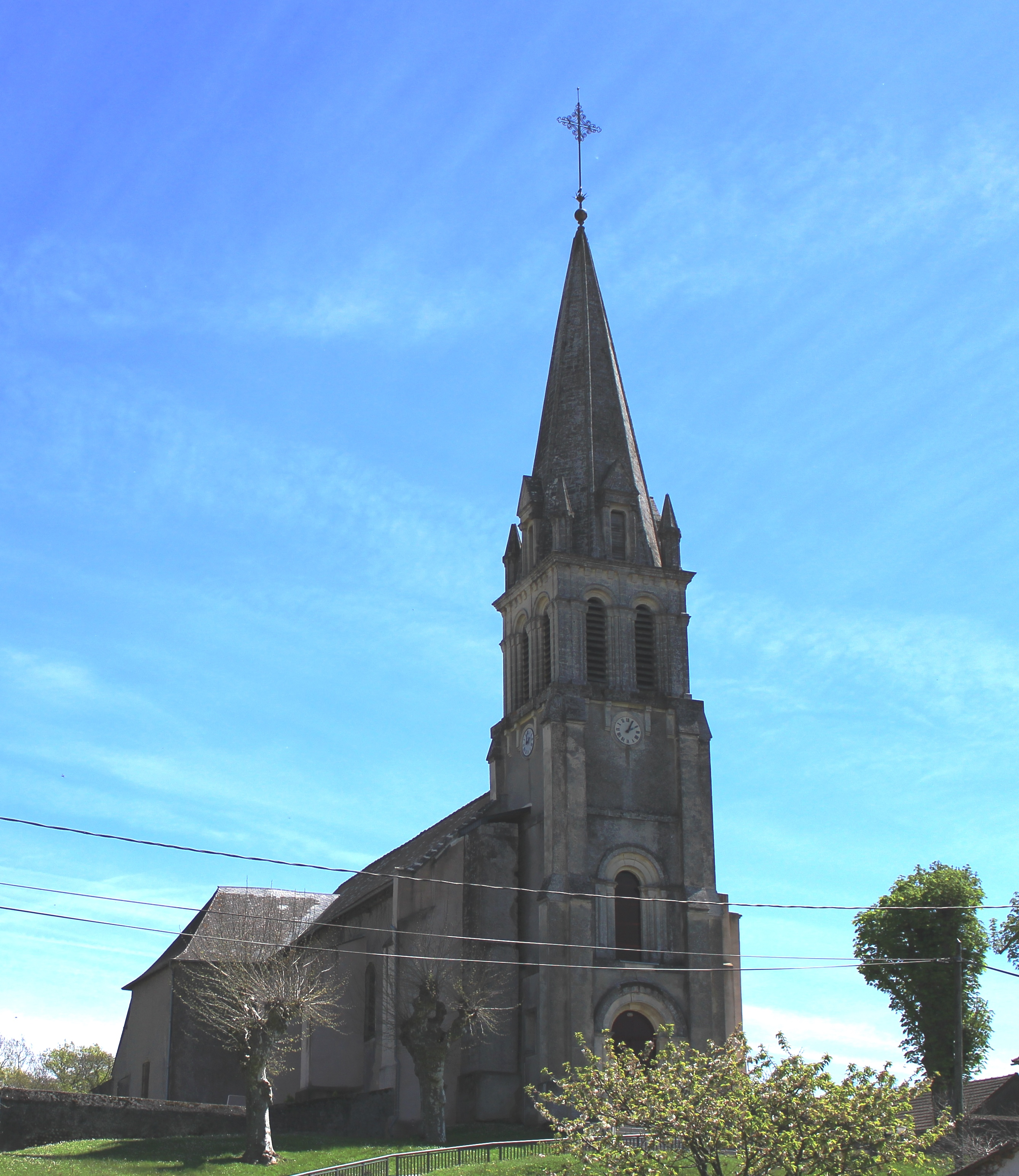
L'église Saint-Christophe en 2018.

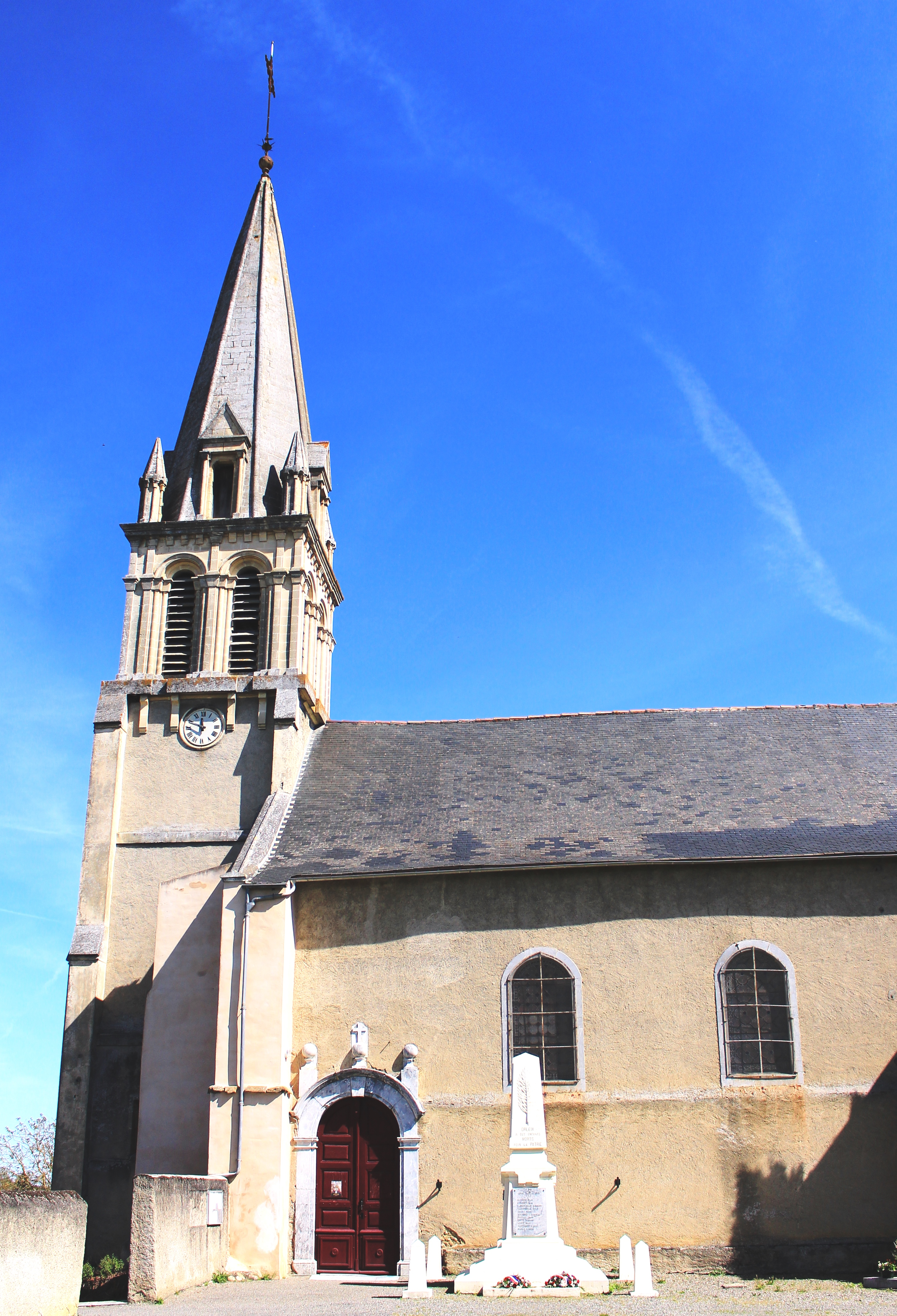
L'église.

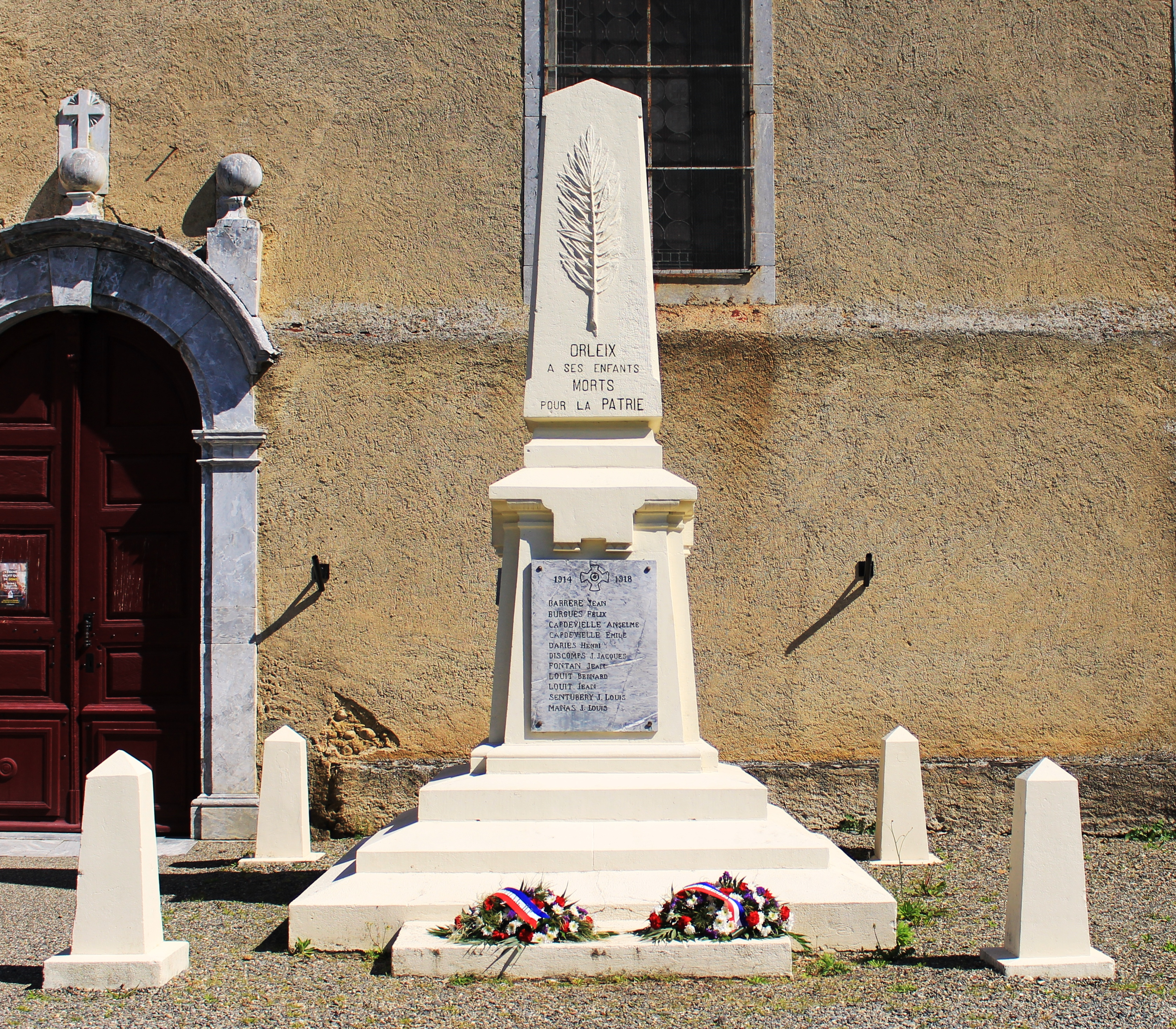
Le monument aux morts municipal.

L'association Orleix Patrimoine propose un site Internet sur le patrimoine historique ou contemporain, comme la motte féodale du Moyen Âge.

### Personnalités liées à la commune
- Thadée Diffre (1912-1971), Compagnon de la Libération, mort à Orleix.

### Héraldique
| Blason | Blasonnement : D'azur au mont cousu de sinople sommé d'un château donjonné d'argent, au chef cousu de gueules chargée d'une épée haute d'or accostée de deux fleurs de lys du même. |